# کالج سارا لارنس
کالج سارا لارنس (به انگلیسی: Sarah Lawrence College) یک کالج هنرهای آزاد در آمریکا در ایالات متحده آمریکا است که در ایالت نیویورک واقع شده‌است.